# Zazdrist, Terebovlea
Zazdrist (în ucraineană Заздрість) este o comună în raionul Terebovlea, regiunea Ternopil, Ucraina, formată numai din satul de reședință.

## Demografie
Componența lingvistică a comunei Zazdrist
     Ucraineană (99,78%)
     Alte limbi (0,22%)
Conform recensământului din 2001, majoritatea populației comunei Zazdrist era vorbitoare de ucraineană (99,78%), existând în minoritate și vorbitori de alte limbi.